# Honky Château
Honky Château je páté studiové album anglického hudebníka Eltona Johna. Vydáno bylo v květnu 1972 společnostmi Uni Records (USA) a DJM Records (UK). Nahráno bylo v lednu toho roku na zámku Château d'Hérouville ve francouzském Hérouville (odtud název alba). Producentem alba byl Gus Dudgeon, který s Johnem spolupracoval již v minulosti. Časopis Rolling Stone desku zařadil na 359. příčku žebříčku 500 nejlepších alb všech dob.

## Seznam skladeb
Autory všech skladeb jsou Elton John a Bernie Taupin.
1. „Honky Cat“ – 5:13
2. „Mellow“ – 5:32
3. „I Think I'm Going to Kill Myself“ – 3:35
4. „Susie (Dramas)“ – 3:25
5. „Rocket Man (I Think It's Going to Be a Long, Long Time)“ – 4:45
6. „Salvation“ – 3:58
7. „Slave“ – 4:22
8. „Amy“ – 4:03
9. „Mona Lisas and Mad Hatters“ – 5:00
10. „Hercules“ – 5:20
11. „Slave“ (alternativní verze) – 2:53 (bonus na reedici z roku 1995)

## Obsazení
- Elton John – zpěv, klavír, elektrické piano, varhany, harmonium
- Davey Johnstone – kytara, banjo, steel kytara, mandolína, doprovodné vokály
- Dee Murray – baskytara, doprovodné vokály
- Nigel Olsson – bicí, konga, tamburína, doprovodné vokály
- Jason Barnhart – trubka
- Jacques Bolognesi – pozoun
- Jean-Louis Chautemps – saxofon
- Alain Hatot – saxofon
- Jean-Luc Ponty – elektrické housle
- „Legs“ Larry Smith – step
- David Hentschel – syntezátor
- Ray Cooper – konga
- Gus Dudgeon – píšťalka, doprovodné vokály
- Madeline Bell – doprovodné vokály
- Liza Strike – doprovodné vokály
- Larry Steel – doprovodné vokály
- Tony Hazzard – doprovodné vokály